# Башня Дёрен
Башня Дёрен (нем. Döhrener Turm) — средневековая сторожевая башня 14 века, расположенная в городе Ганновер (Нижняя Саксония, Германия).

## История

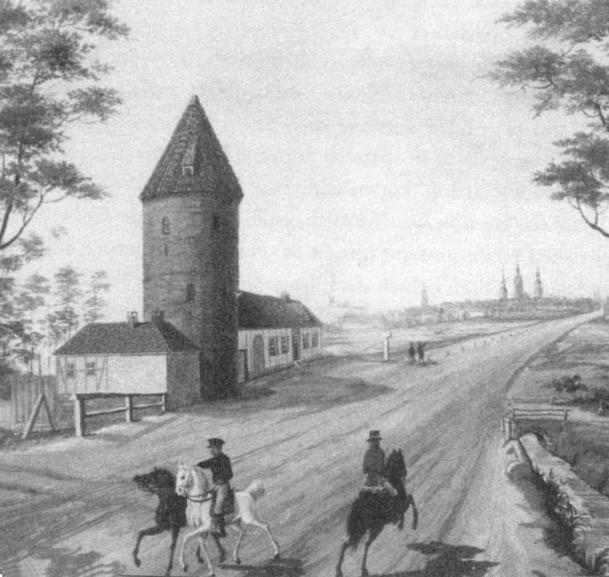
Вид на башню в 1820 году

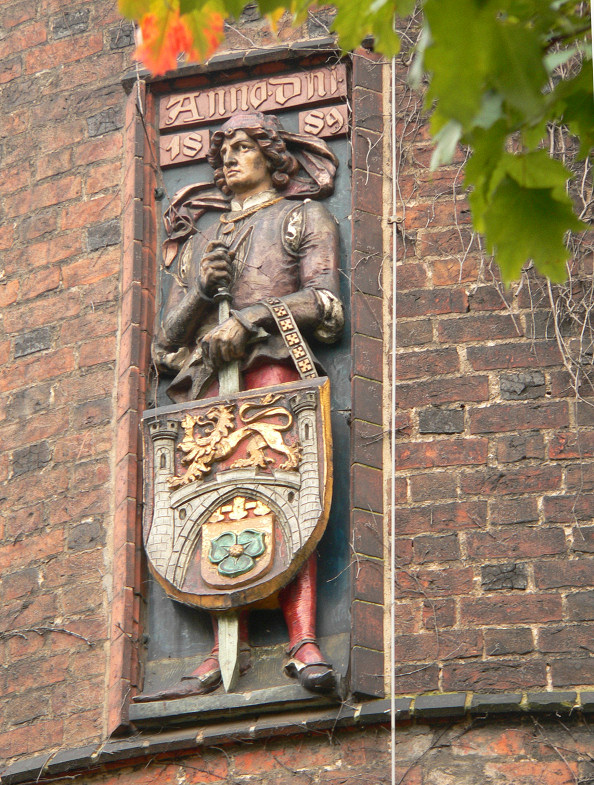
Оруженосец с гербом

Башня Дёрен была построена в 1382 году к югу от Ганновера как часть пограничной заставы (нем. Hannoversche Landwehr), рядом с важным торговым путём, ведущим в Хильдесхайм. Для строительства стен и крыши было использовано около 17 тысяч камней.
В 1486 году башня была сожжена во время нападения Генриха I, герцога Вольфенбюттеля, на Ганновер. Многие защитники были убиты. В 1488 году башня была восстановлена по чертежам, что подтверждает надпись на каменной табличке на башне. Оборона города защитниками башни легла в основу легенды о «Ганноверских спартиатах».
После Тридцатилетней войны башня потеряла свое военное значение. Вплоть до 1650 года в ней располагался дозор, затем башня использовалась как таможня.
В 1888 году была проведена реставрация башни. Был надстроен еще один этаж в стиле фахверк. На башне появился рельеф, изображающий оруженосца с гербом города. В 1890 году мимо башни прошла конка, ведущая из Ганновера в Латцен.
Во время Второй мировой войны башня пострадала от налётов союзной авиации, однако избежала прямого попадания снарядов. Во время послевоенного восстановления города в башне проводились лишь противоаварийные работы. Полная реконструкция последовала в 1975 году. В 1982 году, во время празднования 600-летия башни, была открыта ветка Ганноверского трамвая, проходящая возле башни.
Над башней Дёрен проходит ночной маршрут полёта водяных ночниц к озеру Машзе. Из-за зимней спячки ночниц башня подсвечивается ночью лишь в период с 15 октября по 1 марта.